# Pitcairnia moritziana
Pitcairnia moritziana là một loài thực vật có hoa trong họ Bromeliaceae. Loài này được K.Koch & C.D.Bouché miêu tả khoa học đầu tiên năm 1856.